# Standing on the Shore
Standing on the Shore – to trzeci singel australijskiego zespołu Empire of the Sun wydany na ich debiutanckiej płycie Walking on a Dream.
Teledysk do utworu został nagrany w Australii. Reżyserował go Josh Logue.

## Lista utworów
iTunes Digital Download
1. "Standing On The Shore" — 4:22
2. "The Art Of Driving" — 4:32